# Ctenocephalides rosmarus
Ctenocephalides rosmarus är en loppart som först beskrevs av Rothschild 1907.  Ctenocephalides rosmarus ingår i släktet Ctenocephalides och familjen husloppor. Inga underarter finns listade i Catalogue of Life.